# Анархістська символіка
Анархістська символіка дає змогу репрезентувати ідеали анархії та лібертаріанського руху.

## Від червоного прапора до чорного

Чорний прапор - традиційний анархістський символ.

Анархістський рух зародився як частина робітничого руху в 1840-х роках. Рух поступово формувався, і в 1864 році в Лондоні була заснована Міжнародна робітнича асоціація (МРА), емблемою якої став червоний прапор.
Однак між "анархістами" з одного боку (найвідомішим представником яких був Бакунін) та соціалістами, яких перші називали "авторитаристами" (найвідомішим представником яких був Маркс), виникла напруженість. Після розгрому Паризької комуни в 1871 році червоний прапор був заборонений новоствореною Французькою Республікою. Щобільше, розкол між "анархістами" і "марксистами" був остаточно закріплений на з'їзді АІТ (фр. l'AIT) у 1872 році. У наступні роки АІТ поступово зникла.
Але анархісти продовжували боротьбу проти несправедливості та за свободу. Чорний прапор вперше "офіційно" з'явився на демонстрації безробітних на площі Інвалідів у Парижі 9 березня 1883 року, під час мітингу, організованого профспілкою теслярів. Луїза Мішель вперше розмахувала імпровізованим прапором, зробленим зі старої чорної спідниці, прикріпленої до держака мітли.
Газета "Чорний прапор", що з'явилася в 1882 році, була одним з перших видань руху, яке використовувало чорний колір як символ. Лондонська анархістська група, заснована в липні 1881 року, отримала назву Чорний Інтернаціонал.
Під час російської революції 1917 року група Нестора Махна більш відома як "Чорна армія". Їхній прапор був чорним, доки вони не підкорилися Червоній армії. Еміліано Сапата, мексиканський революціонер 1910-х років, використовував чорний прапор із зображенням черепа і кісток та зображенням Діви Марії. Його гасло - Tierra y Libertad ("Земля і свобода"). У 1925 році японські анархісти створили Лігу чорної молоді. Зрештою, у 1945 році остання назвала свою газету "Курохата" ("Чорний прапор").
Під час травневих демонстрацій 1968 року, паризькі студенти взяли такий самий чорний прапор, прикрашений червоним кольором. У Нанті чорні прапори використовувалися на демонстраціях (за винятком 14 березня, коли профспілки та організації висунули єдину вимогу: "Ніяких клубів і ніяких чорних прапорів "); на Королівській площі, яка потім була перейменована на "Площу народу". Вони були зняті з факультету лише 2 липня 1968 року. Того ж року цей же прапор використовувала група "Студенти за демократичне суспільство" з нагоди свого національного з'їзду. Водночас англійська група заснувала газету під назвою "Чорний прапор", яка існує і сьогодні.

## Чорний кіт

Чорний кіт Ральфа Чапліна, символ анархо-синдикалізму.

Чорний кіт, зображений щетинистим і кігтистим, також асоціюється з анархізмом, зокрема з анархо-синдикалізмом. Його зобразив Ральф Чаплін, провідний діяч організації "Індустріальні робітники світу" (IWW). Як свідчить його агресивна позиція, кіт, якого називають диким котом, викликає такі ідеї, як дикі котячі страйки, саботаж і радикальний юніонізм. Анархістські рухи досить широко використовують його як історичний символ саботажу.
На початку 20-го століття IWW взяла чорного кота і бахіли як свій символ. Вважається, що цей символ з'явився під час великих страйків 1906 року, коли французькі робітники засовували свої бахіли в машини, щоб пустити їх під укіс, що призвело до появи слова "саботаж" у кількох мовах.
Цей чорний кіт сьогодні є символом CNT (Національна конфедерація праці).
Кішка використовується як протилежний символ собаки, захисника порядку. І навпаки, чорний кіт символізує непокору і незалежність. Анархістський кіт також не є домашнім котом: він худий і кістлявий. Нарешті, це кіт-бійцівський кіт, його шерсть щетиниста і він виє. Хела Джалель підсумовує: "Анархіст звертається до Зла, до Лукавого, до Диявола, але це для того, щоб краще показати, що він ставить себе на бік перевернутого світу, забороненого, всупереч соціальному порядку світу, на місце соціальної нерівності, що, власне, і є справжнім перевернутим світом, який абсолютно необхідно повалити, щоб встановити свободу й егалітарну співпрацю".

## Обведена літера «A»

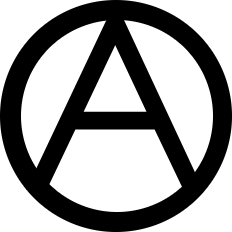
Символ анархії "Коло-А"

Це велика літера "А", оточена колом. Кінці шрифту торкаються або виходять за межі кола. Буква "А" є першою літерою слова "анархія" (або "анархізм") у багатьох мовах, що робить її міжнародно визнаним символом.
За словами авторів книги "A cerclé, histoire véridique d'un symbole", цей знак датується 1964 роком. Символ був запропонований Томасом Ібаньєсом (фр. Tomás Ibáñez) і Рене Даррасом (фр. René Darras) У квітні 1964 року в "Бюлетені молодих лібертаріанців" (фр. Bulletin des Jeunes Libertaires) "всьому анархістському рухові" як проєкт знаку для мітингів. Щоб "знайти більш практичний і швидкий спосіб мінімізувати час і довжину підписів під текстами й гаслами". Символ, який так само швидко ідентифікується, як хрест, свастика чи серп і молот. Обведена "А" має ту перевагу, що її легше виконати. Однак лише після травня 1968 року він став широко розповсюдженим і звичним у всьому світі.
Цей символ не має жодного відношення до масонства. Він має схожість з абревіатурою Іспанської регіональної федерації Міжнародної асоціації робітників наприкінці 19 століття.

## Інші анархістські символи
Обведена буква А і чорний прапор - найвідоміші символи анархізму. З усім тим, низка груп розробляє власні символи.

### Двоколірні прапори
Анархо-синдикалістський рух часто використовує чорний і червоний кольори разом, розділені по діагоналі на прапорі чорно-червоний і червоно-чорний відповідно на два рівновеликі трикутники відповідних кольорів. Цей знак також використовують анархісти-комуністи, ліві та соціал-революціонери. Перше задокументоване використання чорно-червоного поєднання кольорів було під час Болонського повстання у серпні 1874 року, учасники якого носили "чорно-червону кокарду анархістів". Інші анархістські течії також використовують розділений по діагоналі прапор, при цьому один трикутник залишається чорним. Екоанархізм, примітивізм і антиспецифізм використовують чорно-зелений прапор, а анархо-фемінізм - чорно-фіолетовий. Останнім часом можна спостерігати чорно-рожевий розділений прапор, який використовують квір-анархісти, що зосереджуються на деконструкції гендеру та просуванні різних сексуальних ідентичностей.

Прапори анархістських течій
Анархо-синдикалізм.Анархо-синдикалізм.
Екоанархізм / Анархо-примітивізмЕкоанархізм / Анархо-примітивізм
Анархо-фемінізмАнархо-фемінізм

### Чорний Хрест
Група Анархістський Чорний Хрест (ABC) спочатку проводила кампанію за скасування в'язниць. Вони підтримують політичних в'язнів. Вони використовують цей хрест для позначення Міжнародного руху Червоного Хреста і Червоного Півмісяця, міжнародної гуманітарної організації, яка також бере участь у боротьбі за політичних в'язнів.

### Чорна зірка
Чорна зірка - ще один відомий анархістський символ. Символізм розділеного по діагоналі прапора також з'являється у схожому дизайні червоно-чорної, зелено-чорної, фіолетово-чорної та рожево-чорної п'ятикутної зірки.

### Дерев'яний черевик
Калоша, sabot французькою мовою, символічно використовувалася анархістами 19-го століття та на початку 20-го століття у Франції Емілем Пуже (1860-1931) у боротьбі за 8-годинний робочий день. Звідси розвинувся термін саботаж. Крім того, термін, ймовірно, базується на тому, що робітники кидали це традиційне взуття у фабричні та збиральні машини й припиняли роботу, поки машини не були відремонтовані, щоб чинити тиск у такий спосіб.

### Християнський анархізм
Як і класичний анархістський символ, християнський анархістський символ - це буква альфа (А), поміщена всередину букви омега (Ω).

Літери альфа і омега, початок і кінець алфавіту, (AΩ) є символом Бога.
«Я Альфа й Омега, Перший і Останній, Початок і Кінець.»

Об'явлення 22:13
На це вказують дві цитати з Святого Письма.
«Я перший, і Я останній, і Бога нема, окрім Мене!»

Ісая 44:6
Рання християнська церква часто використовувала символ альфа й омега, гравіруючи їх на олійних лампах або поряд з миро. Сьогодні цей символ використовують деякі християнські рухи, такі як "Ісусові фрики".
А в серці замість звичного кола - це символ паризького художника А2, який розшифровується як Amour Anarchie - "Анархія кохання". Він розклеює свої серця по всій Франції, а також трафарети Луїзи Мішель та Емми Ґольдман.

### Також
- Поєднання літер NRK рідко використовується як ономатопічна абревіатура для позначення анархії: Якщо ці три літери вимовити англійською і швидко, то вийде англійське слово для анархії - anarchy.
- Чорна троянда - маловживаний анархістський символ, який використовується для назви журналів, видавництв та інфомагазинів.
- Іноді використовується Веселий Роджер, особливо пов'язаний з міфічною піратською колонією Ліберталія.
- Анархістський Чорний Хрест має власний логотип з чорним кулаком на чорному хресті.
- Група Jeunesse anarcho-communiste (JAC), близька до колективу Noir et Rouge, що діяла в середині шістдесятих і виражала себе через бюлетень Arcane, прийняла тризуб як свій символ.
- Деякі лібертаріанські комуністичні організації також прийняли птаха як свою емблему: червоний танагер для Анархістської федерації Ріо-де-Жанейро або чорно-червоний дрізд для Лібертаріанського комуністичного союзу.
- Ненасильницький анархізм використовує зламану гвинтівку антимілітаризму з літерою А в колі або чорною зіркою